# Pere I de Borbó
|  | Per a altres significats, vegeu «Pere I». |

Pere I de Borbó (1311 - 19 de setembre de 1356), noble francès, fill de Lluís I de Borbó i Maria d'Hainaut.
A la mort del seu pare, l'any 1342, va rebre el títol de comte de Clermont, Comte de La Marca i va ser nomenat segon duc de Borbó.
Sempre es va parlar de la seva feble salut mental que, probablement, va ser hereditària. Pere va contreure matrimoni amb Isabel de Valois, filla de Carles I de Valois. Van tenir set filles i un fill:
- Lluís (1337-1410)
- Blanca (1339-1361), esposa del rei Pere I de Castella
- Joana (1338-1378), esposa del rei Carles V de França
- Bona (1341-1402)
- Catalina (1342-1427)
- Margarida (1344-1416)
- Isabel (1345)
- Maria (1347-1401)

Pere va morir en la batalla de Poitiers el 19 de setembre de 1356. El comtat de Clermont i el ducat de Borbó van ser per al seu fill Lluís, que seria Lluís II de Borbó. No confondre'l amb el seu nebot Pere I de Borbó, comte de La Marca (1362-62). Tot i axí, hi ha alguns autors que, al duc de Borbó Pere I, el fan comte de La Marca; llavors el seu nebot seria Pere II de Borbó, comte de La Marca. La successió dels comtes de La Marca és dubtosa fins al XIV.